# Ancien des jours
L'Ancien des jours (hébreu : עַתִּיק יֹומִין, attiq yomin , grec ancien : ὁ παλαιὸς τῶν ἡμερῶν, latin : Antiquus dierum) est une expression poétique du Tanakh dans sa 3e partie (Ketouvim), c'est-à-dire de la Bible , désignant Dieu comme étant éternel.

## Mentions
Cette expression est tirée du Livre de Daniel de style apocalyptique au chapitre 7 verset 9 : 

« l'Ancien des jours s'assit. Son vêtement était blanc comme de la neige, et les cheveux de sa tête purs comme de la laine... »

Le prophète Daniel décrit un rêve qui lui a fait voir quatre bêtes.

Au verset 22 Daniel reprend la même dénomination pour désigner Dieu : 

« ... jusqu'à ce que vienne l'Ancien des jours pour rendre justice aux saints du Très-Haut... »

Ce théologoumène est évoqué par la Kabbale juive, notamment dans le Sefer HaZohar mais aussi dans les écrits lourianiques.

## Interprétations
La traduction littérale en français peut être : un vieillard âgé de très nombreux jours.
Plusieurs commentateurs y reconnaissent un symbole d'Israël ou du Messie. Quelques-uns y voient un emprunt au mythe d'Ahura Mazda célébré en Perse.
La tradition chrétienne occidentale voit dans ce vieillard majestueux l'évocation de Dieu le Père. C'est par exemple le cas de Thomas d'Aquin, citant Hilaire de Poitiers.
Dans l'Iconographie orthodoxe de Jésus-Christ l'expression russe Vetkhi denim, Ветхий денми fait référence à Jésus-Christ ou à Dieu le Père sous les traits d'un vieillard aux cheveux blancs.
Le livre de l'Apocalypse présente le « Fils d'homme » (le Messie) couronné de cheveux blancs, la couleur parfaite, celle de la lumière céleste. 

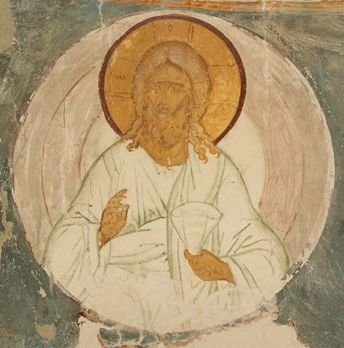
Fresque du Monastère de Ferapontov Antiquus dierum
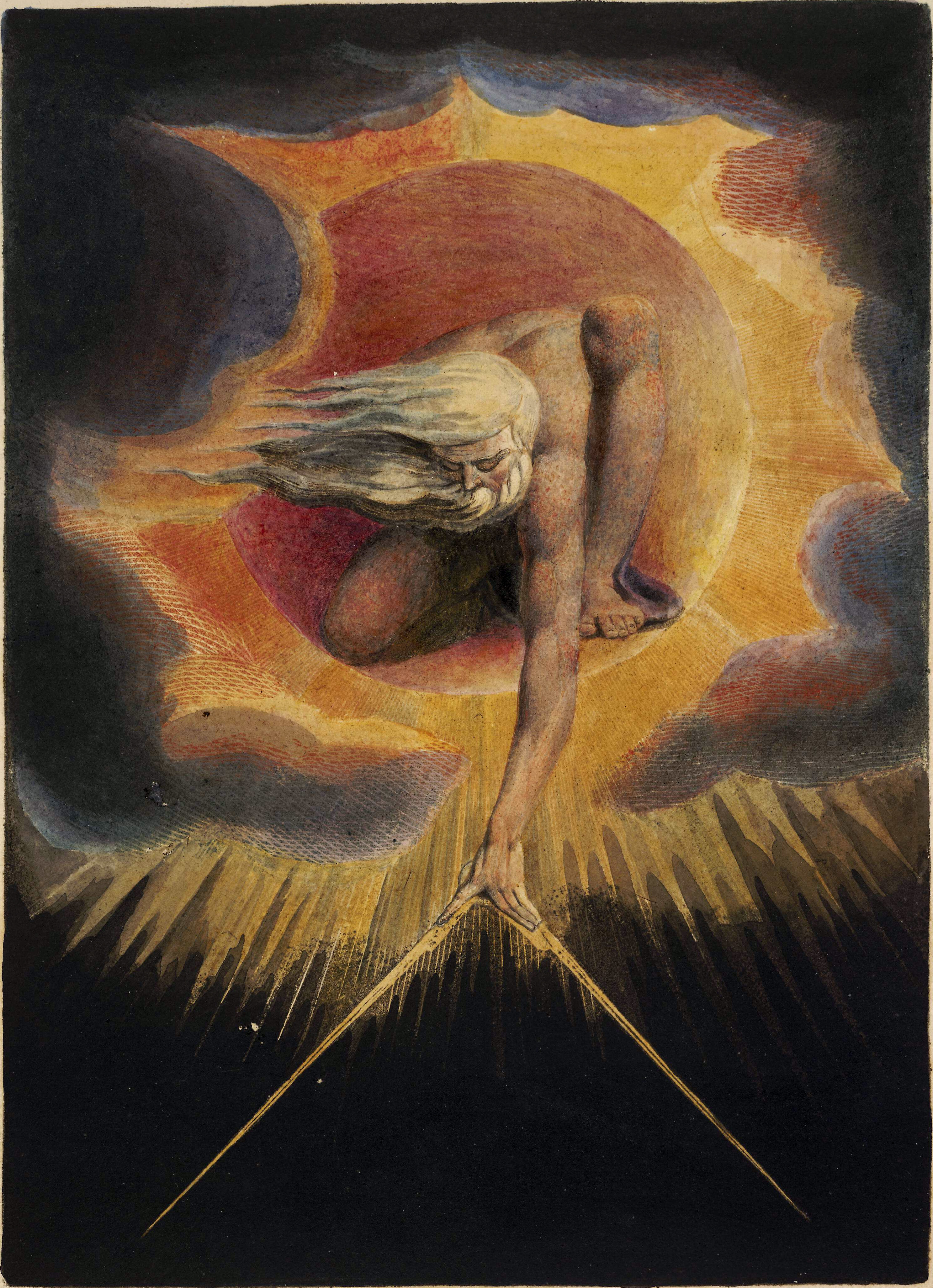
Antiquus dierum par  William Blake (1757-1827)
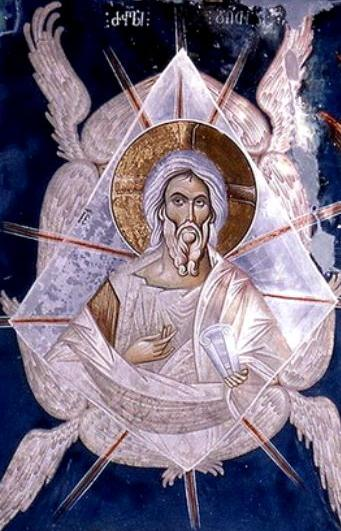
Le Christ, représenté selon la forme du "Dzveli dgheta", fresque de Géorgie du XIV e s.